# روبرت فابر
روبرت فابر (بالفرنسية: Robert Fabre) هو سياسي فرنسي، ولد في 21 ديسمبر 1915 في فرنسا، وتوفي بنفس المكان في 23 ديسمبر 2006. حزبياً، نشط في حزب اليسار الراديكالي وRepublican, Radical and Radical-Socialist Party ‏. وقد انتخب member of the Consitutional council ‏ (مارس 1986 – مارس 1995) وانتخب رئيس بلدية وانتخب نائب فرنسي.

## روابط خارجية
- روبرت فابر على موقع مونزينجر (الألمانية)